# جيمس براندان كونولي
جيمس براندان كونولي (بالإنجليزية: James Brendan Connolly)‏ هو روائي وصحفي وكاتب ومنافس ألعاب قوى وسياسي أمريكي، ولد في 28 أكتوبر 1868 في بوسطن في الولايات المتحدة، وتوفي في 20 يناير 1957 في بروكلين في الولايات المتحدة.

## روابط خارجية
- جيمس براندان كونولي على موقع اللجنة الأولمبية الدولية (الإنجليزية)
- جيمس براندان كونولي على موقع أوليمبيديا (الإنجليزية)